# Barnasa
Barnasa (Un portmanteau de "BActerial" "RiboNucleASA") es una proteína bacteriana que consta de 110 aminoácidos y tiene actividad de ribonucleasa. Es sintetizada y secretada por la bacteria Bacillus amyloliquefaciens, pero es letal a la célula cuándo es expresada sin su inhibidor barstar. El inhibidor se une al sitio activo de la ribonucleasa y lo ocluye, impidiendo que la barnasa dañe el ARN de la célula después de que se haya sintetizado pero antes de que se haya secretado. El complejo barnasa/barstar se caracteriza por su extraordinaria unión proteína-proteína, con una tasa de of 108s−1M−1.

## Estudios de plegado de proteínas
La barnasa no tiene enlaces disulfuro, ni requiere cationes divalentes o componentes no péptidicos para plegarse. Esta simplicidad, en combinación con su transición de plegamiento reversible, significa que la barnasa ha sido ampliamente estudiada para entender cómo se pliegan las proteínas. El plegamiento de la barnasa ha sido ampliamente estudiado en el laboratorio de Alan Fersht, quien lo utilizó como caso de prueba para desarrollar un método de caracterización de los estados de transición de plegamiento de las proteínas conocido como análisis de valor phi.

## Sitio activo y mecanismo catalítico
La barnasa cataliza la hidrólisis en los sitios de GpN de los diribonucleótidos. La división ocurre en dos pasos utilizando un mecanismo general ácido-base: durante el primer paso de transesterificación se forma un intermediario cíclico, que luego se hidroliza para liberar el ARN dividido. Los dos residuos más importantes que intervienen en la catálisis son el Glu73 y el His102, ambos esenciales para la actividad enzimática. El Glu73 es la base general mientras que el His102 es el ácido general. Aunque no está directamente involucrado en la catálisis ácido-base, el Lys27 también es crítico para la actividad; ha sido implicado en la unión del sustrato en estado de transición.